# Кесслер, Александр Эдуардович
Александр Эдуардович Кесслер (1859, Дешлагар, Дербентская губерния — 12 марта 1927, Симферополь) — российский и советский метеоролог и химик.

## Биография
Родился в 1859 году в дагестанском урочище Дешлагар. Отец Эдуард Фёдорович Кесслер (1814—1878) — генерал, участник Кавказской войны. Сестра Мария Эдуардовна Кесслер (1855—1908).
Окончил Симферопольскую мужскую казённую гимназию в 1877 году, а затем отдел природы Санкт-Петербургского университета. Ученик Александр Бутлерова. Свою первую научную работу опубликовал в соавторстве в «Журнале Русского физико-химического общества» в 1883 году. Являлся профессором Санкт-Петербургского университета.

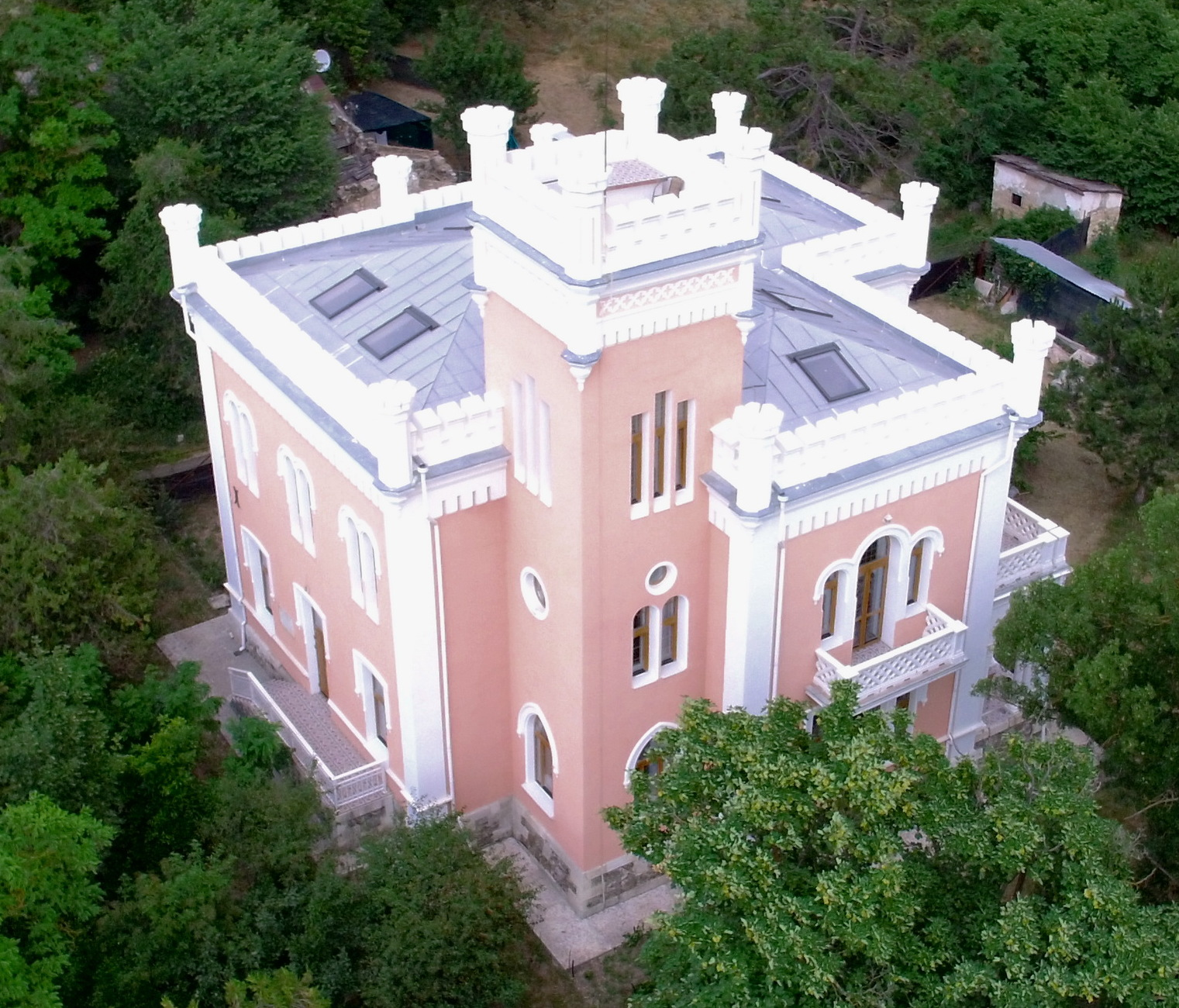
Имение Кесслера в 2018 году

Покинул Санкт-Петербург из-за проблем со здоровьем и вернулся в Крым. Проживал в личном имении в селе Тотакой близ Симферополя. Именно там располагалась лаборатория, где свои первые опыты проводил племянник Кесслера Александр Ферсман, впоследствии ставший минералогом. На втором этаже дома Кесслер основал первую на полуострове стационарную метеорологическую станцию, которую затем передал в дар Таврическому университету. Станция получила название Кучук-Тотайкойской. С 1918 по 1920 год работал профессором на кафедре метеорологии Таврического университета. На заседаниях общества естествоиспытателей и любителей природы Кесслер выступал с докладами по вопросам метеорологии и климатологии. Занимался изучением режима ветров, температуры на поверхности почвы и климат.

## Память
19 марта 2009 года городской совет Симферополя принял решение назвать именем Александра Кесслера улицу около карьера «Лозовое».